# Балабуха, Андрей Дмитриевич
Андре́й Дми́триевич Бала́буха (10 апреля 1947 года, Ленинград — 2 декабря 2021, Санкт-Петербург) — советский и российский писатель, фантаст, литературный критик, поэт и переводчик, редактор.
Член Союза писателей СССР (с 1988 г.). Лауреат приза (1992) и премии (2009) имени И. А. Ефремова, а также Беляевской премии (1993).

## Биография
Отец - участник Великой Отечественной войны Дмитрий Константинович Балабуха (1917-1975), представитель известного киевского купеческого рода (его прадед - полковник, Георгиевский кавалер Константин Семенович Балабуха, брат Николая Семеновича Балабухи). 
Окончил семь классов 157-й средней экспериментальной школы Академии педагогических наук (бывшей гимназии принцессы Ольденбургской), два года отучился в Ленинградском топографическом техникуме, в 1970 году окончил 12-ю ШРМ Октябрьской ж.-д.
Работал топографом, инженером-проектировщиком. Печататься начал с 1966 года, с 1974 года — профессиональный писатель, с 1988 года — член Союза писателей СССР, с 1992 года — член Союза писателей Санкт-Петербурга, председатель секции фантастической и научно-художественной литературы.
Первое выступление в фантастике — участие в коллективном радиоспектакле ленинградских писателей-фантастов «Время кристаллам говорить» (1966), первая сольная публикация — «Аппендикс» (1968). С 1970 года выступает также в области литературной критики, автор статей, обзоров, предисловий к фантастическим произведениям (ряд работ написан в соавторстве с Е. Брандисом, А. Бритиковым, Вл. Дмитриевским). Известен также своими переводами фантастических произведений западных авторов, а также научно-художественными очерками и эссе, написанных в жанре фолк-хистори.
Учился в ЛИТО Бориса Стругацкого со многими петербургскими писателями, в частности, с Михаилом Веллером.
Умер 2 декабря 2021 года в больнице Санкт-Петербурга, куда был госпитализирован с двусторонней пневмонией и подозрением на инсульт.

## Премии и награды
- 1992 — Премия им. Ивана Ефремова за общий вклад в отечественную фантастику. Вручался в рамках XI фестиваля «Аэлита»
- 1993 — Литературная премия имени Александра Беляева за серию критических статей об англо-американских писателях-фантастах
- 2006 — Беляевская премия за научно-художественную книгу «Когда врут учебники истории. Прошлое, которого не было»
- 2009 – премия имени И. А. Ефремова Союза писателей России и Совета по фантастической и приключенческой литературе  в номинации «За выдающийся вклад в развитие отечественной фантастической литературы» — как писатель-фантаст, критик, организатор литературного процесса[2].

## Книги
- «Предтечи». Научно-фантастические рассказы. Таллин, 1978.
- «Люди кораблей». Фантастические повести. Л., 1982[3].
- «Нептунова арфа». Фантастико-приключенческий роман. М., 1986[4][5][6].
- «Чудо человека и другие рассказы». Фантастические рассказы. Л., 1990.
- «Эпициклы». Сборник стихотворений. СПб., 2001.
- «Эпиграммы». СПб., 2002.